# Mós (Torre de Moncorvo)
Mós is een plaats (freguesia) in de Portugese gemeente Torre de Moncorvo en telt 309 inwoners (2001).